# 塚本靑史
塚本 靑史（つかもと せいし、1949年4月9日 - ）は、日本の歴史小説作家。岡山県倉敷市生まれ。父は歌人の塚本邦雄。代表作に『霍去病』、『光武帝』、『始皇帝』、『煬帝』、『サテライト三国志』、『バシレウス』、『玄宗皇帝』など。

## 来歴・人物
靑史が産まれた当時、父・邦雄は商社員として倉敷に在勤していた。邦雄の母方の叔父外村吉之介が館長をしていた倉敷民藝館に間借りしており、靑史はその敷地内で生まれた。1ヵ月後、邦雄の転勤に伴い島根県松江市へ転居。その地で3年を過ごす。
1952年、大阪府中河内郡盾津町（現東大阪市南鴻池町）へ居を移し、幼稚園から社会人に至るまでその地で育つ。少年時代の靑史は、野球、魚釣り、昆虫採集が好きなアウトドア派で、父と違ってあまり活字に親しむことはなかったという。邦雄を訪ねてきた寺山修司や福島泰樹を駅まで迎えに行ったり、三島由紀夫からの手紙をメイルボックスから取り出した青少年時代の経験が、後日文筆に目覚めた動機になっているらしい。
大阪府立清水谷高等学校ではバスケットボール部に所属。同志社大学文学部時代には同人誌『ゐまあごを』に参加し、イラスト作品を発表する。大学卒業後、京都に本社を置く日本写真印刷（株）へ勤務する。1977年、東京支社へ異動となり、以後は千葉県に在住。勤務のかたわらイラストレーターとしても活動し、1978年と1981年の『年鑑日本のイラストレーション』（講談社）に作品が掲載されている。
1989年、第11回「小説推理新人賞」（双葉社主催）の最終候補となる。1991年、候補作も含めたミステリ短編集『迫迫』に8篇分の扉絵を配し出版（花曜社）。靑史は、この一冊で小説家としての地歩を固めた。以後中国史を題材にした歴史小説も展開し、1996年出版の『霍去病』（河出書房新社）が話題になり、文壇デビューを果たした。1999年3月、日本写真印刷（株）を退職。2000年、父の介護のため東大阪へ帰省（邦雄は2005年6月9日に逝去）。以後も精力的に作品を発表している。
2012年4月、日本作家クラブ随筆賞受賞。『いすくはし』（平成23年、随筆手帖49号）。
2012年5月、『煬帝』で第1回歴史時代作家クラブ賞（作品賞）受賞。
2014年8月、『サテライト三国志』で第2回野村胡堂文学賞受賞。

## その他
- 塚本邦雄の著作権継承者でもあることから、塚本邦雄創刊歌誌「玲瓏」の発行人になって、「玲瓏（短歌結社）」の活動を手助けしている。2003年から2016年まで、『短歌研究』（短歌研究社）の奇数月号には、邦雄にまつわる逸話を連載していた。2017年にはそれらを纏め、『肖（に）てはるかなれ』として上梓（5月）。
- 2006年1月号～2014年12月号には「短歌往来」（ながらみ書房）にはエッセイ『靑一髪』を連載していた。2015年5月に同じタイトルで同社から単行本化している。
- 2012年8月20日から2013年8月9日まで、「日経ビジネスオンライン」にて『サテライト三国志群像』を一年間、日刊にて（土日は休刊）連載しており、翌年『サテライト三国志』として単行本化された。
- 2006年から毎年一度『塚本靑史と行く中国旅行』（誠信インターナショナル主催）を募り、アイビスツアーとしてファンと中国各地へ旅行している。2012年は2回行っている。また、2013年は、ヴェトナム2回＆カンボジアを廻り、2014年には西域のウルムチ、トルファン、敦煌、2015年は福建省の厦門、永定、武夷山を巡り、土楼見学もした。2016年4月は南京から揚州、淮安、徐州と江蘇省を縦断し、8月には金山嶺長城と承徳を訪れている。2017年は蜀の桟道や乾陵、五丈原、華清池へ行き、兵馬俑などを見学し、8月には太原と平遙を訪れた。また、2018年には黄山や景徳鎮の他、ウズベキスタンにも足を延ばした。2019年には、河西回廊と廬山を訪っている。コロナ蔓延時の2020年~22年は中止したが、2023年、24年には、台湾を廻っている。
- 2016年春夏秋、淑徳大学サテライトキャンパスにて、「三国志」や「始皇帝」の講座を三期（15回）持った。
- 2021年から毎日文化センター（東京）で毎月講座を受け持っている。また、同（大阪）や神戸新聞文化センター、NHK文化センター神戸教室などでも、不定期の講座を開設している。

## 作品一覧

### 小説
- 「迫迫」 1996年 - 読みは「はくはく」[2]。塚本の処女短編（現代が舞台の推理小説）。第11回「小説推理新人賞」候補。
- 『霍去病』河出書房新社 1996年 のち文庫
- 『白起』河出書房新社 1998年 のち文庫
- 『水無月祓』河出書房新社 1999年
- 『業平の窓』河出書房新社 1999年
- 『呂后』講談社 1999年 のち文庫
- 『項羽 騅逝かず』集英社 2000年 のち文庫
- 『霍光』徳間書店 2000年 のち文庫
- 『王莽』講談社 2000年 のち文庫
- 『田釐子・成子』角川春樹事務所 2000年 「斗宿星」文庫
- 『蔡倫 紙を発明した宦官』祥伝社文庫 2000年
- 『マラトン 小説ペルシア戦争1』幻冬舎 2001年
- 『凱歌の後』実業之日本社 2002年 のち講談社文庫 - 劉邦に粛清された功臣と寵姫を描く連作。
- 『張騫 中国歴史名品集』講談社 2002年 のち講談社文庫
- 『光武帝』講談社 2003年 のち文庫
- 『裂果 趙襄子伝』NHK出版 2004年 のちPHP文庫
- 『呉越舷舷』集英社 2004年 のち文庫
- 『一諾 季布游侠伝』徳間書店 2004年 「史記游侠外伝一諾」文庫
- 『刺客荊』文藝春秋 2005年 のち改題『刺客荊軻』日経文芸文庫
- 『始皇帝』毎日新聞社 2006年 のち講談社文庫
- 『三國志 曹操伝』光栄 2007年 のち講談社文庫
- 『孫子伝』PHP研究所 2008年 のちPHP文庫
- 『仲達』角川書店 2009年 のち角川文庫
- 『飛将軍李広』角川春樹事務所 2009年 のちハルキ文庫
- 『春申君』河出書房新社 2010年
- 『呂布 猛将伝』徳間書店 2010年
- 『煬帝』上・下　日本経済新聞出版社 2011年 のち日経文芸文庫
- 『安禄山』角川書店 2012年 のち文庫
- 『李世民』上・下　日本経済新聞出版社 2012年 のち日経文芸文庫
- 『サテライト三国志』上・下　日経BP 2014年
- 『則天武后』上・下　日本経済新聞出版社 2018年
- 『バシレウス 呂不韋伝』NHK出版 2019年
- 『玄宗皇帝』潮出版 2019年 のち潮文庫
- 『趙雲伝』河出書房新社 2022年
- 『姜維』河出書房新社 2023年
- 『司馬炎 三国志を終わらせた男』河出書房新社 2024年

### エッセイ
- 『中国英傑伝』小学館 2006年
- 『四字熟語で愉しむ中国史』PHP新書 2010年
- 『わが父 塚本邦雄』白水社 2014年
- 『靑一髪』ながらみ書房 2015年
- 『悪の中国皇帝論』ビジネス社 2016年
- 『肖（に）てはるかなれ』短歌研究社 2017年
- 『深掘り三国志』潮新書 2023年

### 共著
- 『雙關圖』（画集）勝木雄二共著 文童社 1973年
- 『妃・殺・蝗 中国三色奇譚』 井上祐美子、森福都共著 講談社 1999年10月 のち文庫
- 『新撰組出陣』歴史時代作家ｸﾗﾌﾞの10人で共著　廣済堂出版　2014年2月

### その他
- 「娃姣」（『無双FanFieldノベルズ① 三国志 龍よ、蒼天に舞え』、出版：コーエー、2005年3月）
- 「感生」（『無双FanFieldノベルズ② 三国志 黄土の獅子たち』、出版：コーエー、2005年4月）
- 「盱眙」（『無双FanFieldノベルズ③ 三国志 麒麟よ、風雲を翔けよ』、出版：コーエー、2005年6月）